# آژیر

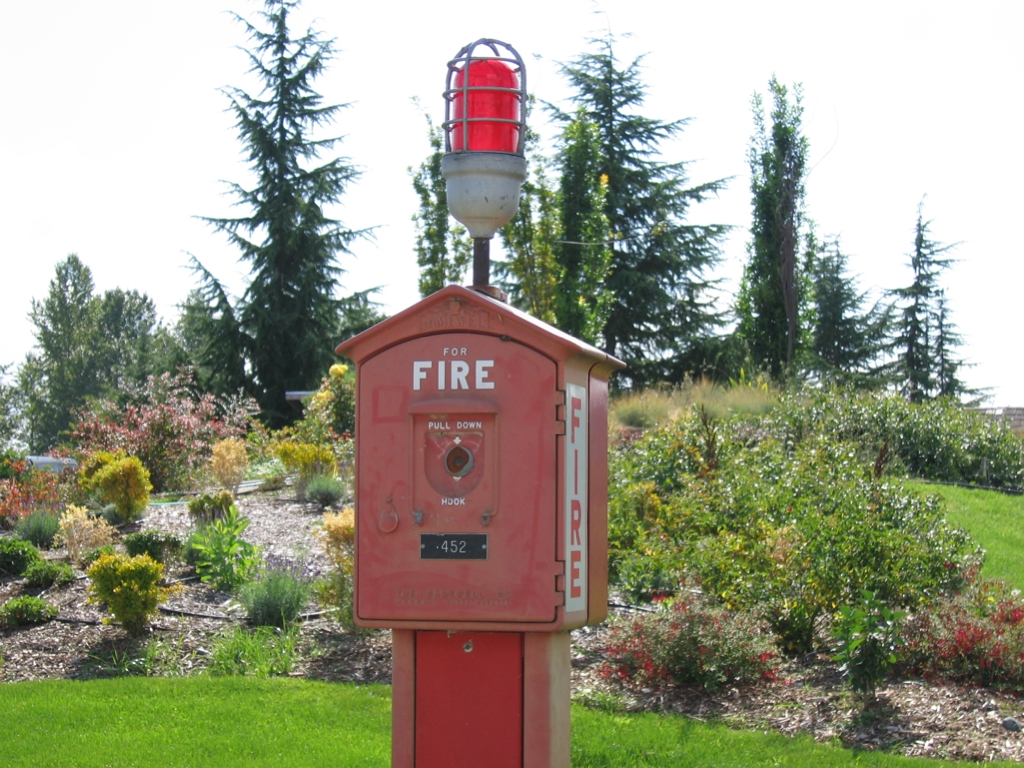
آژیر اعلان آتش ماگنوسن

آژیر پیامی شنیداری یا دیداری که یک مشکل یا وضعیت اضطراری را اعلام می‌کند و در اصل یک نوع هشداردهنده است. هشداردهنده‌ها انواع مختلفی دارند، که دزدگیر، و ساعت زنگ‌دار نمونه‌هایی از آن هستند.
آژیرها در خودروهای امدادی، انتظامی، آتش‌نشانی، و آمبولانس هم استفاده می‌شوند تا شرایط را برای حرکت سریع این نوع خودروها در حین مأموریت فراهم آورند.
«آژیر» واژه‌ای فارسی است و معنای آن محتاط و پرهیزکننده است. فردوسی می‌گوید:
| کنون باید آژیر بودن ز شیر |  | که در مهرگان بچه دارند زیر |